# Volvo Aero
Volvo Aero foi um fabricante sueco de aeronaves e motor de foguetes. Em 2012, a empresa foi adquirida pela GKN, tornando-se na GKN Aerospace Engine Systems.

## História
A Nohab Flygmotorfabriker AB foi fundada em Trollhättan, Suécia, em 1930, para produzir motores de avião para o Conselho de Aviação Sueco. Como o nome da empresa indica que era uma subsidiária da NOHAB. Em 1937, tornou-se uma parte da recém-fundada SAAB, mas já em 1941 a Volvo adquiriu a maioria das ações e o nome foi mudado para Svenska Flygmotor AB (SFA), e, mais tarde, Volvo Flygmotor.
Desde 1950 a empresa tem sido a principal fornecedora de motores para a Força Aérea da Suécia. O Aero Grupo Volvo tinha 3,6 mil funcionários e em 2003 e teve vendas totais de 0,9 bilhões de euros. Hoje a Volvo Aero é um parceiro em mais de dez programas de motores comerciais. Componentes da Volvo Aero estão instalados em mais de 90% de todos os motores para grandes aeronaves comerciais vendidas.
Em 6 de julho de 2012 a Volvo Aero foi adquirido pelo fabricante aeroespacial britânica GKN em um negócio de SEK 6,9 bilhões.